# Nudospongilla moorei
Nudospongilla moorei är en svampdjursart som först beskrevs av Evans 1899.  Nudospongilla moorei ingår i släktet Nudospongilla och familjen Spongillidae. Inga underarter finns listade i Catalogue of Life.